# 格利 (明尼蘇達州)
格利（英語：Gully）是一個位於美國明尼蘇達州波爾克縣的城市。

## 歷史
格利得名自位於當地附近的冲沟。格利的郵局自1896年起營運至今。

## 人口
根據2020年美國人口普查的數據，格利的面積為0.64平方千米，皆為陸地。當地共有人口59人，而人口密度為每平方千米92人。